# Active Desktop
Active Desktop is een functie om websites op het bureaublad weer te geven. Het werd geïntroduceerd met Windows 98. Alleen waren breedbandverbindingen nog niet zo vanzelfsprekend als nu; toen maakten inbelverbindingen van maximaal 56kb/s nog de dienst uit. Dat had als gevolg dat er een gepeperde rekening op de mat kwam en de computer traag werd.
Active Desktop komt in elke Windowsversie voor behalve in Windows Vista. In Windows 7 is Active Desktop wel aanwezig omdat de gadgets in HTML gemaakt zijn. Aanbevolen wordt Active Desktop niet te gebruiken omdat Windows er instabiel van kan raken. Wat wel kan is de webpagina van internet te downloaden en hem lokaal te openen. Het enige nadeel daarvan is dat de webpagina niet bij de tijd is.